# Marcia Nardi
Marcia Nardi (eigentl. Lillian Massell; * 6. August 1901 in Boston; † 13. März 1990 in Watertown (Massachusetts)) war eine US-amerikanische Dichterin.

## Leben
Marcia Nardi war die Tochter des aus Litauen stammenden und in Boston wirkenden Zahnarztes Joseph Massell (1870–1966) und der aus Russland eingewanderten Paulina Chaloff (1878–1964). Beide Elternteile waren jüdischer Herkunft. Nardi hatte drei jüngere Geschwister, darunter Ruth Kozol, die Mutter des Bürgerrechtlers Jonathan Kozol. Die Familie lebte in gehobenen Verhältnissen.
Nardi, zunächst Musterschülerin an der Girls’ Latin School in Boston, hätte gern eine Kunsthochschule besucht, wurde aber von ihrer Mutter genötigt, sich 1919 am renommierten Wellesley College einzuschreiben. Dieses Studium brach sie nach kurzer Zeit ab, überwarf sich mit ihrer Familie, zog nach New York City und nahm dort den Künstlernamen Marcia Nardi an. 1922 oder 1923 lebte sie in Greenwich Village in derselben Pension wie Allen Tate und Hart Crane. Sie veröffentlichte Gedichte und Gedichtbesprechungen in namhaften Zeitschriften und Zeitungen, so in New York Herald Tribune, The Nation, New York Times und in der marxistischen Kunstzeitschrift Modern Quaterly. Am 25. Juli 1926 wurde ihr Sohn Paul geboren. Bis an ihr Lebensende verriet sie nicht den Namen des Erzeugers, der sie im sechsten Monat ihrer Schwangerschaft verlassen hatte, was 1968 zum Bruch mit ihrem Sohn führte. Als alleinerziehende Mutter war sie gezwungen, Gelegenheitsarbeiten anzunehmen und sowohl Dichtung als auch andere intellektuelle Tätigkeit zurückzustellen. Erst 1939 nahm sie das Schreiben von Gedichten wieder auf.
Im Jahr 1942 wurde nach einem handgreiflichen Streit ihr Sohn von der Polizei in die psychiatrische Abteilung Bellevue-Hospital gebracht. Nardi suchte daraufhin Rat bei dem Arzt und Dichter William Carlos Williams, der auf diese Weise ihre Gedichte kennenlernte. Er empfahl seinem Verleger eine Auswahl für das Jahrbuch New Directions In Prose & Poetry. Währenddessen entwickelte sich ein ausgedehnter Briefwechsel zwischen Williams und Nardi, die den Dichter wegen seiner Selbstgefälligkeit scharf angriff. Zwar brach Williams die Korrespondenz am 17. Februar 1943 ab, war aber so fasziniert von Nardis Briefen, dass er sie ausführlich in den ersten beiden Büchern seines Hauptwerks Paterson (1946–1958) anonym zitierte.
Nardi heiratete im Jahr 1943 oder 1944 den Schriftsteller und Maler Charles (Chuk) John Lang und zog mit ihm nach Woodstock. Sie verließ ihn 1950 für den Komponisten William Ames. 1956 erschien ihre einzige Buchveröffentlichung zu Lebzeiten in dem Verlag von Alan Swallow. Sie unterhielt Freundschaften neben anderen mit der Malerin Rosemarie Beck, den Dichtern Randall Jarrell und Robert Lowell sowie dem Dramatiker Thornton Wilder. Nardi, die von Korrekturarbeiten und gelegentlichen Gedichtveröffentlichungen mehr schlecht als recht lebte, konnte sich in den frühen 1970ern keine Wohnung in New York City mehr leisten, zog zurück nach Massachusetts, erst nach Marblehead (Massachusetts), dann nach Cambridge. 1987 wurde die bereits hilflose und entkräftete Dichterin in ein Altersheim in Watertown gebracht, wo sie 1990 im Alter von 88 Jahren starb.

## Werk und Wirkung
Die Rezeption von Marcia Nardis Werk weist die Besonderheit auf, dass von ihm bis vor Kurzem fast ausschließlich ihr Briefwechsel mit William Carlos Williams betrachtet wurde. Dass dieser Briefwechsel einen enormen Einfluss auf die ersten beiden Bücher von Williams‘ Paterson gehabt hat, wurde schon vom Dichter selbst betont: „Man könnte (Marcia Nardi) Mrs. Paterson nennen. Sie ist die Frau, die gegen den Mann, gegen alle Männer zurückschlägt.“ Die Dichterin und Literaturwissenschaftlerin Rachel Blau DuPlessis fasst die Herausforderung dieser Briefe so zusammen: „Ihre Stimme jammert, verliert sich in Übererklärungen, rechtfertigt sich faderweise, klagt an, scheint albern, schlau, paranoid. Die Töne, die sie anschlägt, berühren peinlich. Raumgreifende Töne, sich verschiebend, unbeholfen. Töne, in denen sie will, will, will. Unersättlicher Schlund. Dr. Paterson zu wollen ist eine Weise, sich selbst, ihre eigene Schreiberkarriere zu wollen.“ Die feministische Literaturkritik hat sich verschiedentlich mit dem Konflikt zwischen Nardi und Williams befasst.
Die Auseinandersetzung mit Nardis Gedichten ist dagegen bislang außerordentlich rar. Williams empfahl ihre Dichtung 1942 mit diesen Worten: „Marcia Nardi gelingen hier und da in ihrem Werk Verse, die so gut sind wie diejenigen, mit denen sich irgendwer, ob Mann oder Frau, brüstet. In ihren besten Sachen ist sie viel besser als einige der bekanntesten Berufspoeten unter uns, ja, ich bin geneigt zu sagen, in manchen Momenten wird sie von niemandem übertroffen.“. Die bekannte Literaturkritikerin Louise Bogan hob 1956 in einer Besprechung im New Yorker hervor, Nardi visiere „auch die herberen Tatsachen von Natur und Gesellschaft an. Oft genug scheint sie nicht Gedichte zu schreiben, sondern sich von ihnen schreiben zu lassen.“ Stefan Ripplinger, der Herausgeber der englisch-deutschen Ausgabe ihrer Collected Poems. Gesammelten Gedichte (2023), erkennt deren Besonderheit in der „Argumentationsstruktur“ und der „Textlogik“ von Nardis Gedichten: „Es gibt keine Impressionen, es gibt nur Induktionen. Das diese Induktionen verarbeitende Denken jedoch ist zutiefst dialektisch, deshalb folgt Bruch auf Bruch.“

## Schriften
- Poems. Alan Swallow: Denver 1956
- Elizabeth Murrie O’Neil (Hg.): The Last Word. Letters Between Marcia Nardi and William Carlos Williams. Iowa City: University of Iowa Press 1994
- Collected Poems. Gesammelte Gedichte. Herausgegeben, aus dem amerikanischen Englisch übersetzt und mit einem Nachwort von Stefan Ripplinger. Übersetzungen aus dem Deutschen: Alexandra Cox. Berlin: zero sharp 2023 ISBN 978-3-945421-17-8